# Liste des ministres français de la Défense
Pour les autres articles nationaux ou selon les autres juridictions, voir Ministre de la Défense.
 (janvier 2023).
Cette page donne la liste des anciens ministres français chargés de la Défense. Le nom exact de la fonction peut varier à chaque nomination. Les dates indiquées sont les dates de prise ou de cessation des fonctions, qui sont en général la veille de la date de publication du décret de nomination au Journal officiel.
Le secrétariat d'État de la Guerre fut l'un des quatre secrétariats d'État spécialisés nommés en 1589. Le secrétaire d'État était responsable de l'Armée de terre (de même, la fonction de secrétaire d'État à la Marine fut créé en 1669). En 1791, il devient ministre de la Guerre ; cette fonction ministérielle fut abolie en 1794 et rétablie l'année suivante. À partir de 1930, la fonction est souvent appelée ministre de la Guerre et de la Défense nationale. En 1947, le ministère fusionne avec celui de la Marine et celui de l'Air (ce dernier avait été créé en 1930), pour former un ministère de la Défense nationale responsable de l'ensemble des forces armées, parfois appelé ministère des Armées, puis à partir de 1974, sous la simple appellation de ministère de la Défense. Le 17 mai 2017, lors de la nomination du gouvernement d'Édouard Philippe, l'appellation de ministre des Armées fait son retour.
Selon les gouvernements, il peut lui être adjoint un secrétaire d'État ou ministre chargé des Anciens Combattants.
Le titulaire actuel du poste est Sébastien Lecornu depuis le 20 mai 2022.

## De 1589 à 1791 (Ancien Régime): Secrétaires d'État de la Guerre
- 1er janvier 1589 – 1594 : Louis Revol
- 1594 – 1606 : Nicolas de Neufville, seigneur de Villeroi
- 4 mars 1606 – 1616 : Nicolas Brulart de Sillery
- 4 mars 1606 – 1616 : Claude Mangot, seigneur de Villeran et Villarceau
- 25 novembre 1616 – 1617 : Cardinal Jean Armand Duplessis, duc de Richelieu
- 24 avril 1617 – 1624 : Nicolas Brulart de Sillery
- 5 février 1624 – 1630 : Charles Le Beauclerc
- 11 décembre 1630 – 1636 : Abel Servien, marquis de Sablé
- 12 février 1636 – 1643 : François Sublet, seigneur des Noyers
- 13 avril 1643 – 1651 : Michel Le Tellier, seigneur de Chaville et de Louvois
- Janvier - décembre 1651 : Henri-Auguste de Loménie, seigneur de la Ville aux Clercs
- Décembre 1651 – 1662 : Michel Le Tellier, seigneur de Chaville et de Louvois
- 24 février 1662 - 15 juillet 1691 : François Michel Le Tellier, marquis de Louvois
- 16 juillet 1691 - 5 janvier 1701 : Louis-François-Marie Le Tellier de Barbezieux
- 5 janvier 1701 - 9 juin 1709 : Michel Chamillart
- 9 juin 1709 - 14 septembre 1715 : Daniel Voysin de La Noiraye
- 1er octobre 1715 - 24 septembre 1718 : Claude Louis Hector de Villars
- 24 septembre 1718 - 1er juillet 1723 : Claude Le Blanc
- 1er juillet 1723 - 19 juin 1726 : François-Victor Le Tonnelier de Breteuil
- 19 juin 1726 – 1728 : Claude Le Blanc
- Juillet 1728 - février 1740 : Nicolas-Prosper Bauyn d'Angervilliers
- Février 1740 - 7 janvier 1743 : François-Victor Le Tonnelier de Breteuil
- 7 janvier 1743 - 1er février 1757 : Marc Pierre de Voyer de Paulmy d'Argenson
- 1er février 1757 - 3 mars 1758 : Marc-Antoine-René de Voyer de Paulmy-d'Argenson, marquis de Paulmy
- 3 mars 1758 - 27 janvier 1761 : Charles Louis Auguste Fouquet de Belle-Isle
- 3 février 1761 - 24 décembre 1770 : Étienne-François de Choiseul
- 26 janvier 1771 - 27 janvier 1774 : Louis François de Monteynard
- 27 janvier 1774 - 2 juin 1774 : Emmanuel-Armand de Vignerot du Plessis, duc d'Aiguillon
- 5 juin 1774 - 10 octobre 1775 : Louis Nicolas Victor de Félix d'Ollières
- 27 octobre 1775 - 27 septembre 1777 : Claude-Louis de Saint-Germain
- 27 septembre 1777 - 19 décembre 1780 : Alexandre Marie Léonor de Saint-Mauris-Montbarrey
- 23 décembre 1780 - 29 août 1787 : Philippe Henri, marquis de Ségur
- 29 août 1787 - 23 septembre 1787 : Louis Auguste Le Tonnelier de Breteuil, baron de Breteuil
- 23 septembre 1787 - 30 novembre 1788 : Louis-Marie-Athanase de Loménie de Brienne
- 30 novembre 1788 - 13 juillet 1789 : Louis Pierre de Chastenet, comte de Puységur
- 13 juillet 1789 - 16 juillet 1789 : Victor François de Broglie
- 4 août 1789 - 16 novembre 1790 : Jean-Frédéric de La Tour du Pin Gouvernet
- 16 novembre 1790 - 7 décembre 1791 : Louis Le Bègue Duportail

## De1791auConsulat: Ministres de la Guerre
- 7 décembre 1791 - 9 mars 1792 : Louis Marie de Narbonne-Lara, comte de Narbonne-Lara
- 9 mars 1792 - 9 mai 1792 : Pierre Marie de Grave
- 9 mai 1792 - 13 juin 1792 : Joseph Servan, dit Servan de Gerbey
- 13 juin 1792 - 18 juin 1792 : Charles François Dumouriez
- 18 juin 1792 - 23 juillet 1792 : Pierre Auguste Lajard
- 23 juillet 1792 - 10 août 1792 : Charles-Xavier de Francqueville d'Abancourt
- 10 août 1792 - 3 octobre 1792 : Joseph Servan, dit Servan de Gerbey
- 3 octobre 1792 - 18 octobre 1792 : Pierre Henri Hélène Lebrun-Tondu
- 18 octobre 1792 - 4 février 1793 : Jean-Nicolas Pache
- 4 février 1793 - 1er avril 1793 : Pierre Riel de Beurnonville
- 1er avril 1793 - 4 avril 1793 : Pierre Henri Hélène Lebrun-Tondu
- 4 avril 1793 - 22 juin 1793 : Jean-Baptiste Bouchotte
- 22 juin 1793 (1 jour): Charles-Alexis Alexandre
- 22 juin 1793 - 20 avril 1794 : Jean-Baptiste Bouchotte
- 3 novembre 1795 - 8 février 1796 : Jean-Baptiste Annibal Aubert du Bayet
- 8 février 1796 - 14 juillet 1797 : Claude-Louis Petiet
- 15 juillet 1797 - 22 juillet 1797 : Lazare Hoche
- 23 juillet 1797 - 22 janvier 1799 : Barthélemy Louis Joseph Schérer
- 21 février 1799 - 2 juillet 1799 : Louis Marie de Milet de Mureau
- 3 juillet 1799 - 14 septembre 1799 : Jean-Baptiste Jules Bernadotte
- 14 septembre 1799 - 10 novembre 1799 : Edmond Louis Alexis Dubois-Crancé

## Consulat etPremier Empire
- 11 novembre 1799 - 2 avril 1800 : général Louis-Alexandre Berthier, prince de Neuchâtel, prince de Wagram (1759-1815)
- 2 avril 1800 - 8 octobre 1800 : Lazare Carnot   (1753-1823)
- 8 octobre 1800 - 19 août 1807 : général puis maréchal Louis-Alexandre Berthier, prince de Neuchâtel, prince de Wagram (1759-1815)
- 19 août 1807 - 1er avril 1814 : général Henri-Jacques-Guillaume Clarke, duc de Feltre

## Première Restauration
- 3 avril 1814 - 3 décembre 1814 : général comte Pierre Dupont de l'Étang (1765 - 1840)
- 3 décembre 1814 - 11 mars 1815 : maréchal Jean-de-Dieu Soult
- 11 mars 1815 - 20 mars 1815 : général Henri-Jacques-Guillaume Clarke, duc de Feltre

## Cent-Jours (du 20 mars 1815 au 22 juin 1815)
- 20 mars 1815 - 7 juillet 1815 : Louis Nicolas Davout, prince d'Eckmuhl, duc d'Auerstaedt (1770-1823)

## Seconde Restauration (du 8 juillet 1815 au 2 août 1830)
- 7 juillet 1815 - 26 septembre 1815 : maréchal-comte Laurent de Gouvion-Saint-Cyr (1764-1830)
- 26 septembre 1815 - 12 septembre 1817 : général Henri-Jacques-Guillaume Clarke (1765-1818), duc de Feltre
- 12 septembre 1817 - 19 novembre 1819 : maréchal-comte Laurent de Gouvion-Saint-Cyr (1764-1830)
- 19 novembre 1819 - 14 décembre 1821 : Victor de Fay de Latour-Maubourg (1768-1850)
- 14 décembre 1821 - 23 mars 1823 : maréchal Claude-Victor Perrin dit Victor (1764-1841), duc de Bellune
- 23 mars 1823 - 15 avril 1823 : Alexandre Elisabeth Michel Digeon par intérim
- 15 avril 1823 - 19 octobre 1823 : maréchal Claude-Victor Perrin dit Victor (1764-1841), duc de Bellune
- 19 octobre 1823 - 4 août 1824: Ange Hyacinthe Maxence de Damas (1785-1862)
- 4 août 1824 - 4 janvier 1828 : Aimé Marie Gaspard de Clermont-Tonnerre
- 4 janvier 1828 - 8 août 1829 : Louis-Victor de Caux, vicomte de Blacquetot (1775-1845)
- 8 août 1829 - 31 juillet 1830 : Louis de Ghaisne (1773-1846), comte de Bourmont, maréchal de France

## Monarchie de Juillet (du 9 août 1830 au 24 février 1848)
- 1er août - 17 novembre 1830 : général Étienne Maurice Gérard (1773-1852)
- 17 novembre 1830 - 18 juillet 1834 : maréchal Jean-de-Dieu Soult, duc de Dalmatie (1769-1851)
- 18 juillet - 29 octobre 1834 : maréchal Étienne Maurice Gérard (1773-1852)
- 10 novembre - 13 novembre 1834 : général Simon Bernard (1779-1839)
- 18 novembre 1834 - 20 février 1835 : maréchal Édouard Mortier, duc de Trévise (1768-1835)
- 12 mars 1835 - 5 février 1836 : maréchal, marquis Nicolas-Joseph Maison (1771-1840)
- 22 février - 25 août 1836 : maréchal, marquis Nicolas-Joseph Maison (1771-1840)
- 6 septembre 1836 - 8 mars 1839 : général Simon Bernard (1779-1839)
- 31 mars - 12 mai 1839 : général Amédée Despans-Cubières (1786-1853)
- 12 mai 1839 - 1er mars 1840 : général Virgile Schneider (1779-1847)
- 1er mars - 29 octobre 1840 : général Amédée Despans-Cubières (1786-1853)
- 29 octobre 1840 - 10 novembre 1845 : maréchal Jean-de-Dieu Soult, duc de Dalmatie (1769-1851)
- 10 novembre 1845 - 9 mai 1847 : général Alexandre Moline de Saint-Yon (1786-1870)
- 9 mai 1847 - 24 février 1848 : général Camille Alphonse Trézel (1780-1860)

## Deuxième République
- 24 février 1848-20 mars 1848: général Jacques-Gervais Subervie
- 20 mars 1848-5 avril 1848: général Louis Eugène Cavaignac
- 5 avril 1848-11 mai 1848:  François Arago
- 11 mai 1848-17 mai 1848: Jean-Baptiste Adolphe Charras
- 17 mai 1848-29 juin 1848: général Louis Eugène Cavaignac
- 29 juin 1848-20 décembre 1848: général Louis Juchault de Lamoricière
- 20 décembre 1848-30 octobre 1849: général Joseph Marcellin Rullière
- 31 octobre 1849-22 octobre 1850: général d'Hautpoul
- 22 octobre 1850-9 janvier 1851: général Jean Paul Adam Schramm
- 9 janvier 1851-24 janvier 1851: Maréchal Auguste Regnaud de Saint-Jean d'Angély
- 24 janvier 1851-26 octobre 1851: Maréchal comte Jacques Louis Randon

## Second Empire
- 2 décembre 1851 - 11 mars 1854 : Maréchal Armand Jacques Leroy de Saint-Arnaud
- 11 mars 1854 - 5 mai 1859 : Maréchal comte Jean-Baptiste Philibert Vaillant (1790-1872)
- 5 mai 1859 - 20 janvier 1867 : Maréchal comte Jacques Louis Randon (1795-1871)
- 20 janvier 1867 - 21 août 1869 : Maréchal Adolphe Niel (1802-1869)
- 21 août 1869 - 20 juillet 1870 : Maréchal Edmond Le Bœuf (1809-1888)
- 20 juillet 1870 - 9 août 1870 : général vicomte  Pierre Charles Dejean (1807-1872) (par intérim)
- 9 août 1870 - 4 septembre 1870 : général Charles Cousin-Montauban

## Troisième République

### Liste des ministres
Ministres de la Guerre :
- 11 février 1871 - 5 juin 1871 : général Adolphe Le Flô (1804-1887)
- 5 juin 1871 - 24 mai 1873 : général Ernest Courtot de Cissey (1810-1882)
- 25 mai 1873 - 24 novembre 1873 : général du Barail (1820-1902)
- 26 novembre 1873 - 16 mai 1874 : général du Barail (1820-1902)
- 22 mai 1874 - 15 août 1876 : général Ernest Courtot de Cissey
- 15 août 1876 - 2 décembre 1876 : général Jean-Auguste Berthaut
- 12 décembre 1876 - 16 mai 1877 : général Jean-Auguste Berthaut
- 17 mai 1877 - 19 novembre 1877 : général Jean-Auguste Berthaut
- 23 novembre 1877 - 24 novembre 1877 : général Gaëtan de Rochebouët (1813-1889)
- 13 décembre 1877 - 13 janvier 1879 : général Jean-Louis Borel
- 13 janvier 1879 - 26 décembre 1879 : général Henri Gresley
- 28 décembre 1879 - 19 septembre 1880 : général Jean-Joseph Farre
- 23 septembre 1880 - 10 novembre 1881 : général Jean-Joseph Farre
- 14 novembre 1881 - 27 janvier 1882 : général Jean-Baptiste-Marie Campenon
- 30 janvier 1882 - 29 juillet 1882 : général Jean-Baptiste Billot (1828-1907)
- 7 août 1882 - 28 janvier 1883 : général Jean-Baptiste Billot
- 31 janvier 1883 - 18 février 1883 : général Jean Thibaudin (1822-1905)
- 21 février 1883 - 9 octobre 1883 : général Jean Thibaudin
- 9 octobre 1883 - 3 janvier 1885 : général Jean-Baptiste-Marie Campenon (1819-1891)
- 3 janvier 1885 - 30 mars 1885 : général Jules Lewal
- 6 avril 1885 - 29 décembre 1885 : général Jean-Baptiste-Marie Campenon
- 7 janvier 1886 - 3 décembre 1886 : général Georges Boulanger
- 11 décembre 1886 - 18 mai 1887 : général Georges Boulanger
- 30 mai 1887 - 4 décembre 1887 : général Théophile Ferron (1830-1894)
- 12 décembre 1887 - 30 mars 1888 : général François Auguste Logerot
- 3 avril 1888 - 14 février 1889 : Charles Louis de Saulces de Freycinet
- 22 février 1889 - 4 mars 1890 : Charles de Freycinet
- 17 mars 1890 - 19 février 1892 : Charles  de Freycinet
- 27 février 1892 - 28 novembre 1892 : Charles  de Freycinet
- 6 décembre 1892 - 10 janvier 1893 : Charles  de Freycinet
- 11 janvier 1893 - 30 mars 1893 : général Julien Loizillon
- 4 avril 1893 - 25 novembre 1893 : général Julien Loizillon
- 3 décembre 1893 - 23 mai 1894 : général Auguste Mercier
- 30 mai 1894 - 27 juin 1894 : général Auguste Mercier
- 1er juillet 1894 - 15 janvier 1895 : général Auguste Mercier
- 28 janvier 1895 - 28 octobre 1895 : général Émile Zurlinden
- 1er novembre 1895 - 23 avril 1896 : Jacques Marie Eugène Godefroy Cavaignac
- 29 avril 1896 - 15 juin 1898 : général Jean-Baptiste Billot
- 28 juin 1898 - 5 septembre 1898 : Jacques Marie Eugène Godefroy Cavaignac
- 5 septembre 1898 - 17 septembre 1898 : général Émile Zurlinden
- 17 septembre 1898 - 26 octobre 1898 : général Jules Chanoine
- 1er novembre 1898 - 6 mai 1899 : Charles de Freycinet
- 6 mai 1899 - 12 juin 1899 : Camille Krantz
- 22 juin 1899 - 29 mai 1900 : général marquis Gaston de Galliffet (1830-1909)
- 29 mai 1900 - 4 juin 1902 : général André (1838-1913)
- 7 juin 1902 - 15 novembre 1904 : général André (1838-1913)
- 15 novembre 1904 - 18 janvier 1905 : Maurice Berteaux
- 24 janvier 1905 - 12 novembre 1905 : Maurice Berteaux
- 12 novembre 1905 - 9 mars 1906 : Eugène Étienne
- 14 mars 1906 - 19 octobre 1906 : Eugène Étienne
- 25 octobre 1906 - 20 juillet 1909 : général Marie-Georges Picquart
- 24 juillet 1909 - 2 novembre 1910 : général Jean Brun
- 3 novembre 1910 - 23 février 1911 : général Jean Brun
- 23 février 1911 - 27 février 1911 : Aristide Briand (par intérim)
- 2 mars 1911 - 27 mai 1911 : Maurice Berteaux
- 27 mai 1911 - 23 juin 1911 : général François Goiran
- 27 juin 1911 - 11 janvier 1912 : Adolphe Messimy (1869-1935)
- 14 janvier 1912 - 12 janvier 1913 : Alexandre Millerand
- 12 janvier 1913 - 18 janvier 1913 : Albert Lebrun
- 21 janvier 1913 - 18 mars 1913 : Eugène Étienne
- 22 mars 1913 - 2 décembre 1913 : Eugène Étienne
- 9 décembre 1913 - 3 juin 1914 : Joseph Noulens
- 9 juin 1914 - 13 juin 1914 : Théophile Delcassé
- 13 juin 1914 - 26 août 1914 : Adolphe Messimy
- 26 août 1914 - 29 octobre 1915 : Alexandre Millerand
- 29 octobre 1915 - 16 mars 1916 : Maréchal Joseph Gallieni (1849-1916)
- 16 mars 1916 - 12 décembre 1916 : général Roques
- 12 décembre 1916 - 14 mars 1917 : Maréchal Hubert Lyautey (1854-1934)
- 15 mars 1917 - 18 mars 1917 : Contre-amiral Lucien Lacaze (par intérim)
- 20 mars 1917 - 7 septembre 1917 : Paul Painlevé (1863-1933)
- 12 septembre 1917 - 13 novembre 1917 : Paul Painlevé
- 16 novembre 1917 - 18 janvier 1920 : Georges Clemenceau
- 20 janvier 1920 - 16 décembre 1920 : André Lefèvre (1869-1929)
- 16 décembre 1920 - 16 janvier 1921 : Flaminius Raiberti (1862-1929)
- 16 janvier 1921 - 15 janvier 1922 : Louis Barthou (1862-1934)
- 15 janvier 1922 - 14 juin 1924 : André Maginot (1877-1932)
- 14 juin 1924 - 17 avril 1925 : général Charles Nollet
- 17 avril 1925 - 29 octobre 1925 : Paul Painlevé
- 29 octobre 1925 - 28 novembre 1925 : Édouard Daladier (1884-1970)
- 28 novembre 1925 -23 juin 1926 : Paul Painlevé
- 23 juin 1926 - 17 juillet 1926 : général Adolphe Guillaumat
- 19 juillet 1926 - 22 octobre 1929 : Paul Painlevé
- 3 novembre 1929 - 17 février 1930 : André Maginot (1877-1932)
- 21 février 1930 - 25 février 1930 : René Besnard
- 2 mars 1930 - 4 décembre 1930 : André Maginot (1877-1932)
- 13 décembre 1930 - 27 janvier 1931 : Louis Barthou
- 27 janvier 1931 -  6 janvier 1932 : André Maginot
- 14 janvier 1932 - 20 février 1932 : André Tardieu

Ministre de la Défense nationale :
- 20 février 1932 - 3 juin 1932 : François Piétri (1882-1966)

Ministres de la Guerre :
- 3 juin 1932-14 décembre 1932 : Joseph Paul-Boncour (1873-1972)
- 18 décembre 1932 - 30 janvier 1933 : Édouard Daladier
- 31 janvier 1933 - 25 octobre 1933 : Édouard Daladier
- 26 octobre 1933 - 29 janvier 1934 : Édouard Daladier

Ministres de la Défense nationale et de la Guerre :
- 30 janvier 1934 - 4 février 1934 : Jean Fabry (1876-1968)
- 4 février 1934 - 9 février 1934 : Joseph Paul-Boncour

Ministres de la Guerre :
- 9 février 1934 - 8 novembre 1934 : maréchal Philippe Pétain (1856-1951)
- 8 novembre 1934 - 7 juin 1935 : général Louis Maurin (homme politique, 1869-1956)
- 7 juin 1935 - 24 janvier 1936 : Jean Fabry
- 24 janvier 1936 - 4 juin 1936 : général Louis Maurin (homme politique, 1869-1956)

Ministres de la Défense nationale et de la Guerre :
- 4 juin 1936 - 21 juin 1937 : Édouard Daladier
- 22 juin 1937 - 17 janvier 1938 : Édouard Daladier
- 18 janvier 1938 - 9 avril 1938 : Édouard Daladier
- 10 avril 1938 - 18 mai 1940 : Édouard Daladier
- 18 mai 1940 - 16 juin 1940 : Paul Reynaud

Ministre de la Défense nationale :
- 16 juin 1940 - 11 juillet 1940 : général Maxime Weygand

et ministre de la Guerre :
- 16 juin 1940 - 11 juillet 1940 : général Louis Colson

### Liste des sous-secrétaires d'Etat
Sous-secrétaire d'Etat à la Guerre : 
- 24 mars 1871 - 18 mai 1873 : général Charles Letellier-Valazé
- 14 novembre 1881 - 26 janvier 1882 : Eugène Blandin
- 17 octobre 1883 - 30 mars 1885 : Jean Casimir-Perier
- 18 avril 1885 - 29 décembre 1885 : Godefroy Cavaignac
- 25 octobre 1906  - 20 juillet 1909 : Henry Chéron
- 24 juillet 1909 - 3 novembre 1910 : Albert Sarraut
- 4 novembre 1910 - 27 février 1911 : Joseph Noulens
- 2 décembre 1913 - 2 juin 1914 : André Maginot
- 9 juin 1914 - 12 juin 1914 : Alfred Margaine
- 13 juin 1914 - 26 août 1914 : Jean-Octave Lauraine

Sous-secrétaire d’État à la Guerre chargé de l'Artillerie et de l'équipement militaire : 
- 18 mai 1915 - 12 décembre 1916 : Albert Thomas
- 14 décembre 1916 - 7 septembre 1917 : Louis Loucheur

Sous-secrétaire d’État de la Guerre chargé du Ravitaillement et de l'intendance militaire :
- 1 juillet 1915 - 12 décembre 1916 : Joseph Thierry
- 16 novembre 1917 - 18 janvier 1920 : Ernest Vilgrain
- 20 janvier 1920 - 16 janvier 1921 : Robert Thoumyre

Sous-secrétaire d’État de la Guerre chargé du Service de Santé militaire : 
- 1 juillet 1915 - 5 février 1918 : Justin Godart
- 5 février 1918 - 18 janvier 1920 : Louis Mourier

Sous-secrétaire d’État de la Guerre chargé de l'Aéronautique militaire : 
- 14 septembre 1915 - 8 février 1916 : René Besnard
- 20 mars 1917 - 7 septembre 1917 : Daniel Vincent
- 12 septembre 1917 - 9 janvier 1919 : Jacques-Louis Dumesnil

Sous-secrétaire d’État aux Inventions intéressant la Défense nationale : 
- 14 décembre 1916 - 13 novembre 1917 : Jules-Louis Breton

Sous-secrétaire d'État à l'Administration générale de l'armée : 
- 28 décembre 1916 - 7 septembre 1917 : René Besnard

- 12 septembre 1917 - 13 novembre 1917 : Louis Mourier

Sous-secrétaire d’État à la Justice militaire : 
- 16 novembre 1917 - 18 janvier 1920 : Édouard Ignace

Sous-secrétaire d'État aux Effectifs militaires et aux Pensions : 
- 16 novembre 1917 - 18 janvier 1920 : Léon Abrami

Sous-secrétaire d’État à la Démobilisation :
- 6 décembre 1918 - 27 novembre 1919 : Louis Deschamps

Sous-secrétaire d’État à la Liquidation des stocks : 
- 5 février 1919 - 27 novembre 1919 : Paul Morel
- 27 novembre 1919 - 28 novembre 1919 : Yves Le Trocquer

Sous-secrétaire d’État à la Guerre : 
- 17 avril 1925 - 15 juin 1926 : Jean Ossola
- 23 juin 1926 - 17 juillet 1926 : Yves Picot
- 19 juillet 1926 - 21 juillet 1926 : Jacques-Louis Dumesnil
- 21 février 1930 - 25 février 1930 : Charles Lambert
- 2 mars 1930 - 4 décembre 1930 : Humbert Ricolfi
- 13 décembre 1930 - 22 janvier 1931 : Léon Millot

Sous-secrétaire d’État à la Défense nationale : 
- 20 février 1932 - 10 mai 1932 : Étienne Riché
- 20 février 1932 - 3 juin 1932 : Armand Achille-Fould

Sous-secrétaire d’État à la Guerre :
- 18 décembre 1932 - 27 janvier 1934 : Guy La Chambre

Sous-secrétaire d’État chargé de la Défense nationale et de la Guerre : 
- 13 décembre 1938 - 10 mai 1940 : Hippolyte Ducos
- 6 juin 1940 - 16 juin 1940 : général Charles de Gaulle

## Régime de Vichy
Ministre secrétaire d’État à la Défense nationale :
- 16 juillet 1940 - 5 septembre 1940 : général Maxime Weygand

Ministre secrétaire d'État à la Guerre :
- 6 septembre 1940 - 11 août 1941 : général Charles Huntziger
- 11 août 1941 - 18 avril 1942 : amiral François Darlan
- 18 avril 1942 - 19 août 1944 : général Eugène Bridoux

## GPRF
Ministre de la Guerre :
- 10 septembre 1944 - 21 novembre 1945 : André Diethelm

Ministre des Armées :
- 21 novembre 1945 - 24 juin 1946 : Edmond Michelet (1899-1970)

Ministres de la Défense nationale :
- 24 juin 1946 - 16 décembre 1946 : Félix Gouin (1884-1977)

## Sous la Quatrième République
| Ministre                                               | Ministre        | Ministre                 | Intitulé                                                      | Parti   | Début             | Fin               | Gouvernement                  | Président de la République | Président de la République |
| ------------------------------------------------------ | --------------- | ------------------------ | ------------------------------------------------------------- | ------- | ----------------- | ----------------- | ----------------------------- | -------------------------- | -------------------------- |
|                                                        |                 | André Le Troquer         | Ministre de la Défense nationale                              | SFIO    | 18 décembre 1946  | 22 janvier 1947   | Blum III                      |                            | Vincent Auriol             |
|                                                        |                 | François Billoux         | Ministre de la Défense nationale                              | PCF     | 22 janvier 1947   | 4 mai 1947        | Ramadier I                    |                            | Vincent Auriol             |
|                                                        |                 | Yvon Delbos              | Ministre de la Défense nationale                              | RAD     | 4 mai 1947        | 22 octobre 1947   | Ramadier I                    |                            | Vincent Auriol             |
|                                                        |                 | Pierre-Henri Teitgen     | Ministre des Forces armées                                    | MRP     | 22 octobre 1947   | 26 juillet 1948   | Ramadier II Schuman I         |                            | Vincent Auriol             |
|                                                        |                 | René Mayer               | Ministre de la Défense nationale                              | RAD     | 26 juillet 1948   | 11 septembre 1948 | Marie Schuman II              |                            | Vincent Auriol             |
|                                                        |                 | Paul Ramadier            | Ministre de la Défense nationale                              | SFIO    | 11 septembre 1948 | 28 octobre 1948   | Queuille I                    |                            | Vincent Auriol             |
|                                                        |                 | René Pleven              | Ministre de la Défense nationale                              | UDSR    | 28 octobre 1948   | 12 juillet 1950   | Bidault II et III Queuille II |                            | Vincent Auriol             |
|                                                        |                 | Jules Moch               | Ministre de la Défense nationale                              | SFIO    | 12 juillet 1950   | 11 août 1951      | Pleven I Queuille III         |                            | Vincent Auriol             |
|                                                        |                 | Georges Bidault          | Vice-président du Conseil et Ministre de la Défense nationale | MRP     | 11 août 1951      | 8 mars 1952       | Pleven II Faure I             |                            | Vincent Auriol             |
|                                                        |                 | René Pleven              | Ministre de la Défense nationale                              | UDSR    | 8 mars 1952       | 8 janvier 1953    | Pinay                         |                            | Vincent Auriol             |
| Ministres de la Défense nationale et des Forces armées | 8 janvier 1953  | René Pleven              | 16 janvier 1954                                               | UDSR    | Mayer Laniel I    |                   |                               |                            | Vincent Auriol             |
| Ministres de la Défense nationale et des Forces armées | 16 janvier 1954 | René Pleven              | 19 juin 1954                                                  | UDSR    | Lainel II         |                   | René Coty                     |                            |                            |
| Ministres de la Défense nationale et des Forces armées |                 |                          | Pierre Kœnig                                                  | RPF     | 19 juin 1954      | 14 août 1954      | René Coty                     | Mendès France              |                            |
| Ministres de la Défense nationale et des Forces armées |                 |                          | Emmanuel Temple                                               | CNIP    | 14 août 1954      | 3 septembre 1954  | René Coty                     | Mendès France              |                            |
| Ministres de la Défense nationale et des Forces armées |                 |                          | Jacques Chevalier                                             | URAS    | 3 septembre 1954  | 23 février 1955   | René Coty                     | Mendès France              |                            |
| Ministres de la Défense nationale et des Forces armées |                 |                          | Pierre Kœnig                                                  | RPF     | 23 février 1955   | 6 octobre 1955    | René Coty                     | Faure II                   |                            |
| Ministres de la Défense nationale et des Forces armées |                 |                          | Pierre Billotte                                               | RPF, RS | 6 octobre 1955    | 1er février 1956  | René Coty                     | Faure II                   |                            |
|                                                        |                 | Maurice Bourgès-Maunoury | Ministre de la Défense nationale                              | RAD     | 1er février 1956  | 13 juin 1957      | René Coty                     | Mollet                     |                            |
|                                                        |                 | André Morice             | Ministre de la Défense nationale et des Forces armées         | RAD     | 13 juin 1957      | 6 novembre 1957   | René Coty                     | Bourgès-Maunoury           |                            |
|                                                        |                 | Jacques Chaban-Delmas    | Ministre de la Défense nationale et des Forces armées         | RS      | 6 novembre 1957   | 13 mai 1958       | René Coty                     | Gaillard                   |                            |
|                                                        |                 | Pierre de Chevigné       | Ministre de la Défense nationale et des Forces armées         | MRP     | 14 mai 1958       | 1er juin 1958     | René Coty                     | Pflimlin                   |                            |
|                                                        |                 | Charles de Gaulle        | Président du Conseil, ministre de la Défense nationale        | SE      | 1er juin 1958     | 8 janvier 1959    | René Coty                     | de Gaulle III              |                            |

### Ministres adjoints au Ministre de la Défense
Ministre de l'Armée (sous le GPRF) :
- 24 juin 1946 - 16 décembre 1946 : Edmond Michelet

Ministre de la Guerre :
- 22 janvier 1947 - 22 octobre 1947 : Paul Coste-Floret (1911-1979)

Ministre de la Marine :
- 22 janvier 1947 - 22 octobre 1947 : Louis Jacquinot (1898-1993)

Ministre de la Force aérienne :
- 22 janvier 1947 - 22 octobre 1947 : André Maroselli (1893-1970)

### Secrétaire d'État à la Guerre et aux Forces armées
- 24 novembre 1947 - 28 janvier 1948 : Paul Béchard
- 12 février 1948 - 26 juillet 1948 : Max Lejeune
- 11 septembre 1948 - 11 août 1951 : Max Lejeune
- 11 août 1951 - 19 juin 1954 : Pierre de Chevigné
- 18 juin 1954 - 20 janvier 1955 : Jacques Chevallier
- 1er mars 1955 - 1er février 1956 : Jean Crouzier
- 1er février 1956 - 13 juin 1957 : Max Lejeune
- 17 juin 1957 - 15 avril 1958 : Pierre Métayer

## Cinquième République
| Ministre                                       | Ministre                        | Ministre                        | Intitulé                                                           | Parti                           | Début                           | Fin                             | Gouvernement                    |
| Présidence de Charles de Gaulle                | Présidence de Charles de Gaulle | Présidence de Charles de Gaulle | Présidence de Charles de Gaulle                                    | Présidence de Charles de Gaulle | Présidence de Charles de Gaulle | Présidence de Charles de Gaulle | Présidence de Charles de Gaulle |
| ---------------------------------------------- | ------------------------------- | ------------------------------- | ------------------------------------------------------------------ | ------------------------------- | ------------------------------- | ------------------------------- | ------------------------------- |
|                                                |                                 | Pierre Guillaumat               | Ministre des Armées                                                | SE                              | 8 janvier 1959                  | 5 février 1960                  | Debré                           |
|                                                |                                 | Pierre Messmer                  | Ministre des Armées                                                | UNR, UDR                        | 5 février 1960                  | 14 avril 1962                   | Debré                           |
| 14 avril 1962                                  | 28 novembre 1962                | Pierre Messmer                  | Ministre des Armées                                                | UNR, UDR                        | Pompidou 1                      |                                 |                                 |
| 28 novembre 1962                               | 8 janvier 1966                  | Pierre Messmer                  | Ministre des Armées                                                | UNR, UDR                        | Pompidou 2                      |                                 |                                 |
| 8 janvier 1966                                 | 1er avril 1967                  | Pierre Messmer                  | Ministre des Armées                                                | UNR, UDR                        | Pompidou 3                      |                                 |                                 |
| 1er avril 1967                                 | 10 juillet 1968                 | Pierre Messmer                  | Ministre des Armées                                                | UNR, UDR                        | Pompidou 4                      |                                 |                                 |
| 10 juillet 1968                                | 20 juin 1969                    | Pierre Messmer                  | Ministre des Armées                                                | UNR, UDR                        | Couve de Murville               |                                 |                                 |
| Présidence de Georges Pompidou                 |                                 |                                 |                                                                    |                                 |                                 |                                 |                                 |
|                                                |                                 | Michel Debré                    | Ministre d'État, chargé de la Défense nationale                    | UDR                             | 20 juin 1969                    | 5 juillet 1972                  | Chaban-Delmas                   |
| 5 juillet 1972                                 | 28 mars 1973                    | Michel Debré                    | Ministre d'État, chargé de la Défense nationale                    | UDR                             | Messmer 1                       |                                 |                                 |
|                                                |                                 | Robert Galley                   | Ministre des Armées                                                | UDR                             | 28 mars 1973                    | 27 février 1974                 | Messmer 2                       |
| 27 février 1974                                | 27 mai 1974                     | Robert Galley                   | Ministre des Armées                                                | UDR                             | Messmer 3                       |                                 |                                 |
| Présidence de Valéry Giscard d'Estaing         |                                 |                                 |                                                                    |                                 |                                 |                                 |                                 |
|                                                |                                 | Jacques Soufflet                | Ministre de la Défense                                             | UDR                             | 27 mai 1974                     | 31 janvier 1975                 | Chirac 1                        |
|                                                |                                 | Yvon Bourges                    | Ministre de la Défense                                             | UDR, RPR                        | 31 janvier 1975                 | 25 août 1976                    | Chirac 1                        |
| 25 août 1976                                   | 29 mars 1977                    | Yvon Bourges                    | Ministre de la Défense                                             | UDR, RPR                        | Barre 1                         |                                 |                                 |
| 29 mars 1977                                   | 31 mars 1978                    | Yvon Bourges                    | Ministre de la Défense                                             | UDR, RPR                        | Barre 2                         |                                 |                                 |
| 31 mars 1978                                   | 2 octobre 1980                  | Yvon Bourges                    | Ministre de la Défense                                             | UDR, RPR                        | Barre 3                         |                                 |                                 |
|                                                |                                 | Joël Le Theule                  | Ministre de la Défense                                             | RPR                             | Barre 3                         | 2 octobre 1980                  | 14 décembre 1980                |
|                                                |                                 | Robert Galley                   | Ministre de la Défense et de la Coopération                        | RPR                             | Barre 3                         | 14 décembre 1980                | 22 mai 1981                     |
| Présidence de François Mitterrand              |                                 |                                 |                                                                    |                                 |                                 |                                 |                                 |
|                                                |                                 | Charles Hernu                   | Ministre de la Défense                                             | PS                              | 22 mai 1981                     | 22 juin 1981                    | Mauroy 1                        |
| 22 juin 1981                                   | 22 mars 1983                    | Charles Hernu                   | Ministre de la Défense                                             | PS                              | Mauroy 2                        |                                 |                                 |
| 22 mars 1983                                   | 17 juillet 1984                 | Charles Hernu                   | Ministre de la Défense                                             | PS                              | Mauroy 3                        |                                 |                                 |
| 17 juillet 1984                                | 20 septembre 1985               | Charles Hernu                   | Ministre de la Défense                                             | PS                              | Fabius                          |                                 |                                 |
|                                                |                                 | Paul Quilès                     | Ministre de la Défense                                             | PS                              | Fabius                          | 20 septembre 1985               | 20 mars 1986                    |
|                                                |                                 | André Giraud                    | Ministre de la Défense                                             | UDF-PR                          | 20 mars 1986                    | 12 mai 1988                     | Chirac 2                        |
|                                                |                                 | Jean-Pierre Chevènement         | Ministre de la Défense                                             | PS                              | 12 mai 1988                     | 23 juin 1988                    | Rocard 1                        |
| 23 juin 1988                                   | 29 janvier 1991                 | Jean-Pierre Chevènement         | Ministre de la Défense                                             | PS                              | Rocard 2                        |                                 |                                 |
|                                                |                                 | Pierre Joxe                     | Ministre de la Défense                                             | PS                              | Rocard 2                        | 29 janvier 1991                 | 15 mai 1991                     |
| 15 mai 1991                                    | 2 avril 1992                    | Pierre Joxe                     | Ministre de la Défense                                             | PS                              | Cresson                         |                                 |                                 |
| 2 avril 1992                                   | 9 mars 1993                     | Pierre Joxe                     | Ministre de la Défense                                             | PS                              | Bérégovoy                       |                                 |                                 |
|                                                |                                 | Pierre Bérégovoy                | Ministre de la Défense                                             | PS                              | Bérégovoy                       | 9 mars 1993                     | 29 mars 1993                    |
|                                                |                                 | François Léotard                | Ministre d'État, ministre de la Défense                            | UDF-PR                          | 29 mars 1993                    | 11 mai 1995                     | Balladur                        |
| Présidence de Jacques Chirac                   |                                 |                                 |                                                                    |                                 |                                 |                                 |                                 |
|                                                |                                 | Charles Millon                  | Ministre de la Défense                                             | UDF-PR                          | 11 mai 1995                     | 7 novembre 1995                 | Juppé 1                         |
| 7 novembre 1995                                | 2 juin 1997                     | Charles Millon                  | Ministre de la Défense                                             | UDF-PR                          | Juppé 2                         |                                 |                                 |
|                                                |                                 | Alain Richard                   | Ministre de la Défense                                             | PS                              | 2 juin 1997                     | 6 mai 2002                      | Jospin                          |
|                                                |                                 | Michèle Alliot-Marie            | Ministre de la Défense et des Anciens Combattants                  | RPR, UMP                        | 6 mai 2002                      | 17 juin 2002                    | Raffarin 1                      |
| Ministre de la Défense                         | 17 juin 2002                    | Michèle Alliot-Marie            | 30 mars 2004                                                       | RPR, UMP                        | Raffarin 2                      |                                 |                                 |
| Ministre de la Défense                         | 30 mars 2004                    | Michèle Alliot-Marie            | 31 mai 2005                                                        | RPR, UMP                        | Raffarin 3                      |                                 |                                 |
| Ministre de la Défense                         | 31 mai 2005                     | Michèle Alliot-Marie            | 15 mai 2007                                                        | RPR, UMP                        | Villepin                        |                                 |                                 |
| Présidence de Nicolas Sarkozy                  |                                 |                                 |                                                                    |                                 |                                 |                                 |                                 |
|                                                |                                 | Hervé Morin                     | Ministre de la Défense                                             | NC                              | 15 mai 2007                     | 18 juin 2007                    | Fillon 1                        |
| 18 juin 2007                                   | 13 novembre 2010                | Hervé Morin                     | Ministre de la Défense                                             | NC                              | Fillon 2                        |                                 |                                 |
|                                                |                                 | Alain Juppé                     | Ministre d'État, ministre de la Défense et des Anciens Combattants | UMP                             | 13 novembre 2010                | 27 février 2011                 | Fillon 3                        |
|                                                |                                 | Gérard Longuet                  | Ministre de la Défense et des Anciens Combattants                  | UMP                             | 27 février 2011                 | 16 mai 2012                     | Fillon 3                        |
| Présidence de François Hollande                |                                 |                                 |                                                                    |                                 |                                 |                                 |                                 |
|                                                |                                 | Jean-Yves Le Drian              | Ministre de la Défense                                             | PS                              | 16 mai 2012                     | 18 juin 2012                    | Ayrault 1                       |
| 18 juin 2012                                   | 31 mars 2014                    | Jean-Yves Le Drian              | Ministre de la Défense                                             | PS                              | Ayrault 2                       |                                 |                                 |
| 31 mars 2014                                   | 26 août 2014                    | Jean-Yves Le Drian              | Ministre de la Défense                                             | PS                              | Valls 1                         |                                 |                                 |
| 26 août 2014                                   | 6 décembre 2016                 | Jean-Yves Le Drian              | Ministre de la Défense                                             | PS                              | Valls 2                         |                                 |                                 |
| 6 décembre 2016                                | 17 mai 2017                     | Jean-Yves Le Drian              | Ministre de la Défense                                             | PS                              | Cazeneuve                       |                                 |                                 |
| Présidence d'Emmanuel Macron                   |                                 |                                 |                                                                    |                                 |                                 |                                 |                                 |
|                                                |                                 | Sylvie Goulard                  | Ministre des Armées                                                | MoDem                           | 17 mai 2017                     | 21 juin 2017                    | Philippe 1                      |
|                                                |                                 | Florence Parly                  | Ministre des Armées                                                | DVG, TdP                        | 21 juin 2017                    | 6 juillet 2020                  | Philippe 2                      |
| 6 juillet 2020                                 | 20 mai 2022                     | Florence Parly                  | Ministre des Armées                                                | DVG, TdP                        | Castex                          |                                 |                                 |
|                                                |                                 | Sébastien Lecornu               | Ministre des Armées                                                | RE                              | 20 mai 2022                     | 9 janvier 2024                  | Borne                           |
| 9 janvier 2024                                 | 21 septembre 2024               | Sébastien Lecornu               | Ministre des Armées                                                | RE                              | Attal                           |                                 |                                 |
| Ministre des Armées et des Anciens combattants | 21 septembre 2024               | Sébastien Lecornu               | 18 décembre 2024                                                   | RE                              | Barnier                         |                                 |                                 |
| Ministre des Armées                            | 23 decembre 2024                | Sébastien Lecornu               | En cours                                                           | RE                              | Bayrou                          |                                 |                                 |